# Atlanterythrops crassipes
Atlanterythrops crassipes är en kräftdjursart som beskrevs av Nouvel och Lagardère 1976. Atlanterythrops crassipes ingår i släktet Atlanterythrops och familjen Mysidae. Inga underarter finns listade i Catalogue of Life.